# Tompa megállóhely
Tompa megállóhely egy Bács-Kiskun vármegyei vasúti megállóhely Tompa (a trianoni békeszerződés előtt Szabadka) városában, a MÁV üzemeltetésében. Tompa belterületétől légvonalban 4,5, közúton körülbelül 6 kilométerre északkeletre helyezkedik el, a város határszélén, méterekre Kelebia közigazgatási határától; közúti elérését az 53-as főútból kiágazó 55 301-es számú mellékút biztosítja.

## Vasútvonalak
A megállóhelyet az alábbi vasútvonalak érintik:
- Budapest–Kelebia-vasútvonal

## Kapcsolódó állomások
A megállóhelyhez az alábbi állomások vannak a legközelebb:
- Kisszállás vasútállomás (Budapest–Kelebia-vasútvonal)
- Kelebia vasútállomás (Budapest–Kelebia-vasútvonal)

## Forgalom
| Járat | Útvonal | Gyakoriság |
| ----- | --- | ---------- |
|       | A vonalon a vasúti szolgáltatás szünetel, a vonatok helyett a Volánbusz járatai közlekednek. A legközelebbi buszmegálló: Tompa, vasúti megállóhely |            |